# Deutsche Freie-Partie-Meisterschaft 2022/23

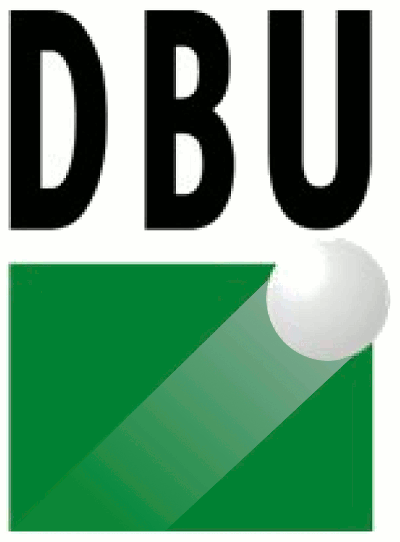
Verbandslogo: DBU

Veranstaltungsort: Herten

Die Deutsche Freie-Partie-Meisterschaft 2022/23 ist eine Billard-Turnierserie und fand vom 17. bis zum 18. Mai 2023 in Herten
zum 54. Mal statt.

## Geschichte
Für den Hamburger Arnd Riedel, der aus familieren Gründen die Meisterschaft absagen musste, spielte der Bochumer Thomas Berger. Sieger wurde wieder einmal Sven Daske. Er kassierte nur eine überraschende Niederlage gegen den Mülheimer Horst Wiedemann und gewann damit seinen zehnten deutschen Meistertitel in der Freien Partie. Mit Christian Pöther und Markus Melerski kamen auch die gleichen Akteure wie im Vorjahr auf das Podium.

## Modus
Gespielt wurde im Round-Robin-Modus bis 400 Punkte oder 10 Aufnahmen.
Die Endplatzierung ergab sich aus folgenden Kriterien:
1. Matchpunkte
2. Generaldurchschnitt (GD)
3. Bester Einzeldurchschnitt (BED)
4. Höchstserie (HS)

## Teilnehmer (nach Ausgangsklassement)

Ausrichter: GT Buer

1. Sven Daske (SCB Langendamm), Titelverteidiger
2. Markus Melerski (Bfr. Schwelm) (GD 18,00)
3. Christian Pöther (ABC Merklinde) (GD 16,88)
4. Thomas Berger (DBC Bochum) (Nachrücker für Arnd Riedel)

## Turnierverlauf
| Name              | MP  | Pkte | Aufn. | ED     | HS  |
| ----------------- | --- | ---- | ----- | ------ | --- |
| 1. Spielrunde     |     |      |       |        |     |
| Sven Daske        | 2:0 | 400  | 1     | 400,00 | 400 |
| Thomas Berger     | 0:2 | 5    | 1     | 5,00   | 5   |
| Christian Pöther  | 2:0 | 400  | 9     | 44,44  | 250 |
| Michael Woidowski | 0:2 | 102  | 9     | 11,33  | 39  |
| Markus Melerski   | 2:0 | 400  | 3     | 133,33 | 276 |
| Horst Wiedemann   | 0:2 | 54   | 3     | 18,00  | 46  |

| Name              | MP  | Pkte | Aufn. | ED     | HS  |
| ----------------- | --- | ---- | ----- | ------ | --- |
| 2. Spielrunde     |     |      |       |        |     |
| Christian Pöther  | 2:0 | 400  | 4     | 100,00 | 253 |
| Horst Wiedemann   | 0:2 | 75   | 4     | 18,75  | 68  |
| Markus Melerski   | 2:0 | 400  | 5     | 80,00  | 257 |
| Thomas Berger     | 0:2 | 178  | 5     | 35,60  | 174 |
| Sven Daske        | 2:0 | 400  | 1     | 400,00 | 400 |
| Michael Woidowski | 0:2 | 5    | 1     | 5,00   | 5   |

| Name              | MP  | Pkte | Aufn. | ED     | HS  |
| ----------------- | --- | ---- | ----- | ------ | --- |
| 3. Spielrunde     |     |      |       |        |     |
| Sven Daske        | 0:2 | 4    | 3     | 1,33   | 4   |
| Horst Wiedemann   | 2:0 | 400  | 3     | 133,33 | 274 |
| Christian Pöther  | 2:0 | 400  | 8     | 50,00  | 274 |
| Markus Melerski   | 0:2 | 164  | 8     | 20,50  | 121 |
| Michael Woidowski | 0:2 | 198  | 9     | 22,00  | 87  |
| Thomas Berger     | 2:0 | 400  | 9     | 44,44  | 305 |

| Name              | MP  | Pkte | Aufn. | ED     | HS  |
| ----------------- | --- | ---- | ----- | ------ | --- |
| 4. Spielrunde     |     |      |       |        |     |
| Horst Wiedemann   | 0:2 | 20   | 7     | 2,86   | 8   |
| Michael Woidowski | 2:0 | 400  | 7     | 57,14  | 269 |
| Christian Pöther  | 2:0 | 400  | 4     | 100,00 | 343 |
| Thomas Berger     | 0:2 | 15   | 4     | 3,75   | 8   |
| Sven Daske        | 2:0 | 400  | 1     | 400,00 | 400 |
| Markus Melerski   | 0:2 | 29   | 1     | 29,00  | 29  |

| Name              | MP  | Pkte | Aufn. | ED     | HS  |
| ----------------- | --- | ---- | ----- | ------ | --- |
| 5. Spielrunde     |     |      |       |        |     |
| Sven Daske        | 2:0 | 400  | 4     | 100,00 | 248 |
| Christian Pöther  | 0:2 | 241  | 4     | 60,25  | 171 |
| Markus Melerski   | 2:0 | 400  | 4     | 100,00 | 283 |
| Michael Woidowski | 0:2 | 264  | 4     | 66,00  | 156 |
| Horst Wiedemann   | 0:2 | 0    | 1     | 0,00   | 0   |
| Thomas Berger     | 2:0 | 400  | 1     | 400,00 | 400 |

## Abschlusstabelle
| MP    | Match Points (Sieger = 2; Unentschieden = 1; Verlierer = 0) |
| Pkte. | Erzielte Karambolagen                                       |
| Aufn. | Benötigte Versuche                                          |
| GD    | Generaldurchschnitt                                         |
| BED   | Bester Einzeldurchschnitt eines Spielers                    |
| HS    | Höchstserie                                                 |
|       | Bester GD des Turniers                                      |
|       | Bester ED des Turniers                                      |
|       | Beste HS des Turniers                                       |
|       | 1. Platz (Gold)                                             |
|       | 2. Platz (Silber)                                           |
|       | 3. Platz (Bronze)                                           |

| Klassement                 | Klassement        | Klassement | Klassement | Klassement | Klassement | Klassement | Klassement |
| Platz                      | Name              | MP         | Pkte.      | Aufn.      | GD         | BED        | HS         |
| -------------------------- | ----------------- | ---------- | ---------- | ---------- | ---------- | ---------- | ---------- |
| 1                          | Sven Daske        | 8:2        | 1604       | 10         | 160,40     | 400,00     | 400        |
| 2                          | Christian Pöther  | 8:2        | 1841       | 29         | 63,48      | 100,00     | 343        |
| 3                          | Markus Melerski   | 6:4        | 1393       | 21         | 66,33      | 133,33     | 283        |
| 4                          | Thomas Berger     | 4:6        | 998        | 20         | 49,90      | 400,00     | 400        |
| 5                          | Michael Woidowski | 2:8        | 969        | 30         | 32,30      | 57,14      | 269        |
| 6                          | Horst Wiedemann   | 2:8        | 549        | 18         | 30,50      | 133,33     | 274        |
| Turnierdurchschnitt: 57,45 |                   |            |            |            |            |            |            |